# آنه بنویت
آنه بنویت (فرانسوی: Anne Benoît‎؛ زادهٔ ۱ ژانویهٔ ۱۹۵۳) هنرپیشه اهل فرانسه است. وی از سال ۱۹۸۴ میلادی تاکنون مشغول فعالیت بوده‌است.
از فیلم‌هایی که وی در آنها نقش داشته‌است می‌توان به روزهای طلایی من، بچه‌های پاریس، لیدی چترلی، پاریس، شاهزاده کوچک من، زنی در طبقه پنجم، بدرود، ملکه من و  سرافین اشاره کرد.